# Луї-Жуль Манчіні-Мазаріні
Луї-Жуль Манчіні-Мазаріні, герцог Невера (фр. Louis-Jules Mancini-Mazarini; 16 грудня 1716, Париж — 25 лютого 1798, там само) — французький політик і письменник. Член Французької академії.

## Біографія
Манчіні-Мазаріні був сином герцога Невера, Філіпа Жуля Франсуа Манчіні (1676—1768) та його дружини Маріанни Спіноли (1687—1739). Його батько Філіп Манчіні походив з сімейної династії, з якої також походив кардинал Мазаріні, герцог Неверу Джуліо Мазаріні.
Манчіні-Мазаріні успішно дебютував як письменник. Він став відомим як автор деяких успішних п'єс. 1742 року він був обраний до Французької академії як наступник покійного єпископа Клермона Жана-Батиста Массійона (крісло № 4). 1796 року письменник Габріель-Марі Легуве став наступником Манчіні-Мазаріні в академії. З 1756 року Манчіні-Мазаріні був також членом Прусської академії наук .

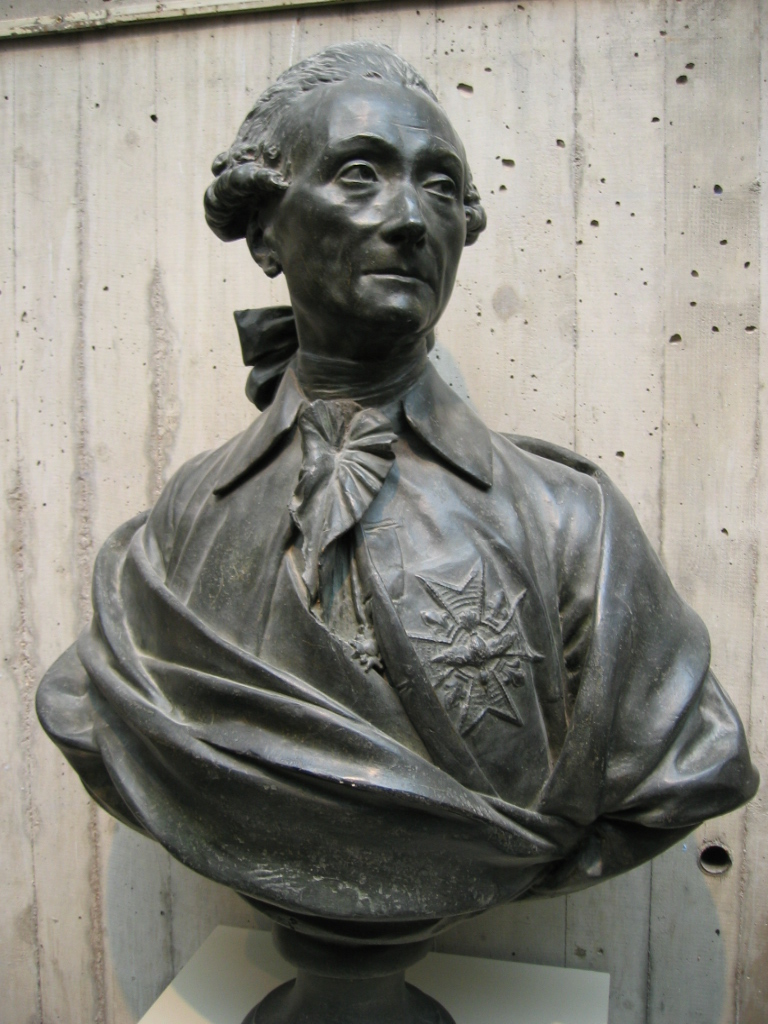
Луї-Жуль Манчіні-Мазаріні (бюст Жана-Антуана Гудона)

У Парижі Манчіні-Мазаріні одружився з Еленою Франсуазою Феліпо де Поншартрен (1715—1781). У пари було декілька дітей, серед яких Елен Жулі, яка згодом вийшла заміж за графа де Гісора, Луї-Марі Фуке де Бель-Іль, і Аделаїда Діана, яка стала дружиною Луї Еркюля Тімолеона де Коссе, герцога Бріссака.
1748 року Манчіні Мазаріні був відправлений в дипломатичну місію до Святого Престолу в Рим, а 1756 року втдбув з дипломатичною місією до Берліна до Фрідріха Великого . 1763 року він представляв інтереси французького двору при дворі Георга III в Лондоні, а між 1763 і 1787 роками служив міністром Людовіка XVI.
Саме через цю останню посаду в роки терору він прийшов у немилість і був заарештований. Проте цей час йому вдалося пережити.
Манчіні-Мазаріні помер у віці 81 року 25 лютого 1798 року в Парижі.

## Вибрані твори
як автор
- La Colette fixée. Comédie en 3 actes en vers; avec un divertissement. Paris 1746 (zusammen mit Charles-Antoine Leclerc de La Bruère und Claude-Henri de Fusée de Voisenon).
- Fables de Mancini-Nivernois. Paris 1796.

як перекладач
- Horace Walpole: Essai sur l'art des jardins modernes. Paris 1785.